# Піуза (село)
Піуза (ест. Piusa) — село в Естонії, входить до складу волості Орава, повіту Пилвамаа. В районі села розташовані печери.

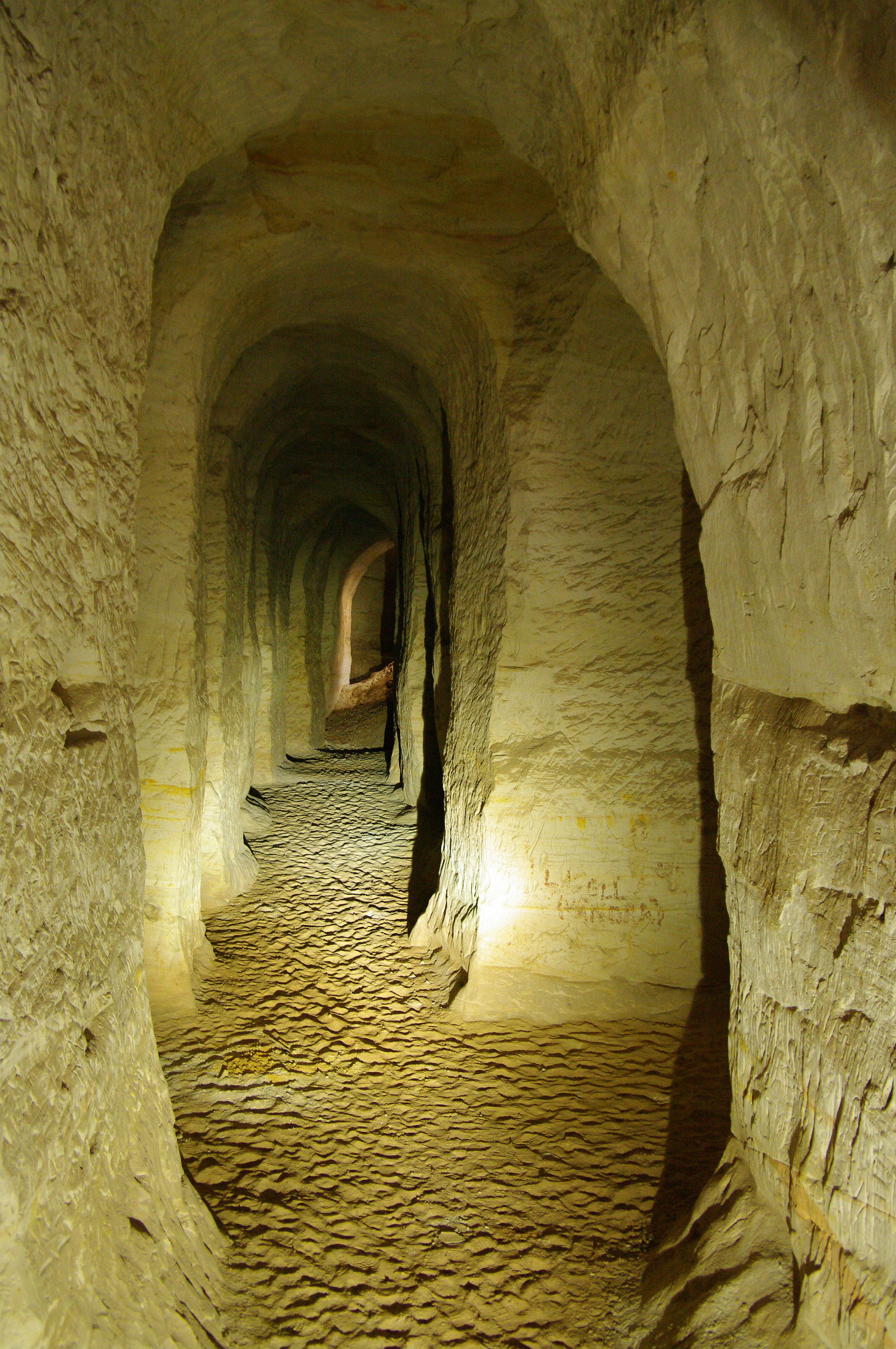
Печери Піуза
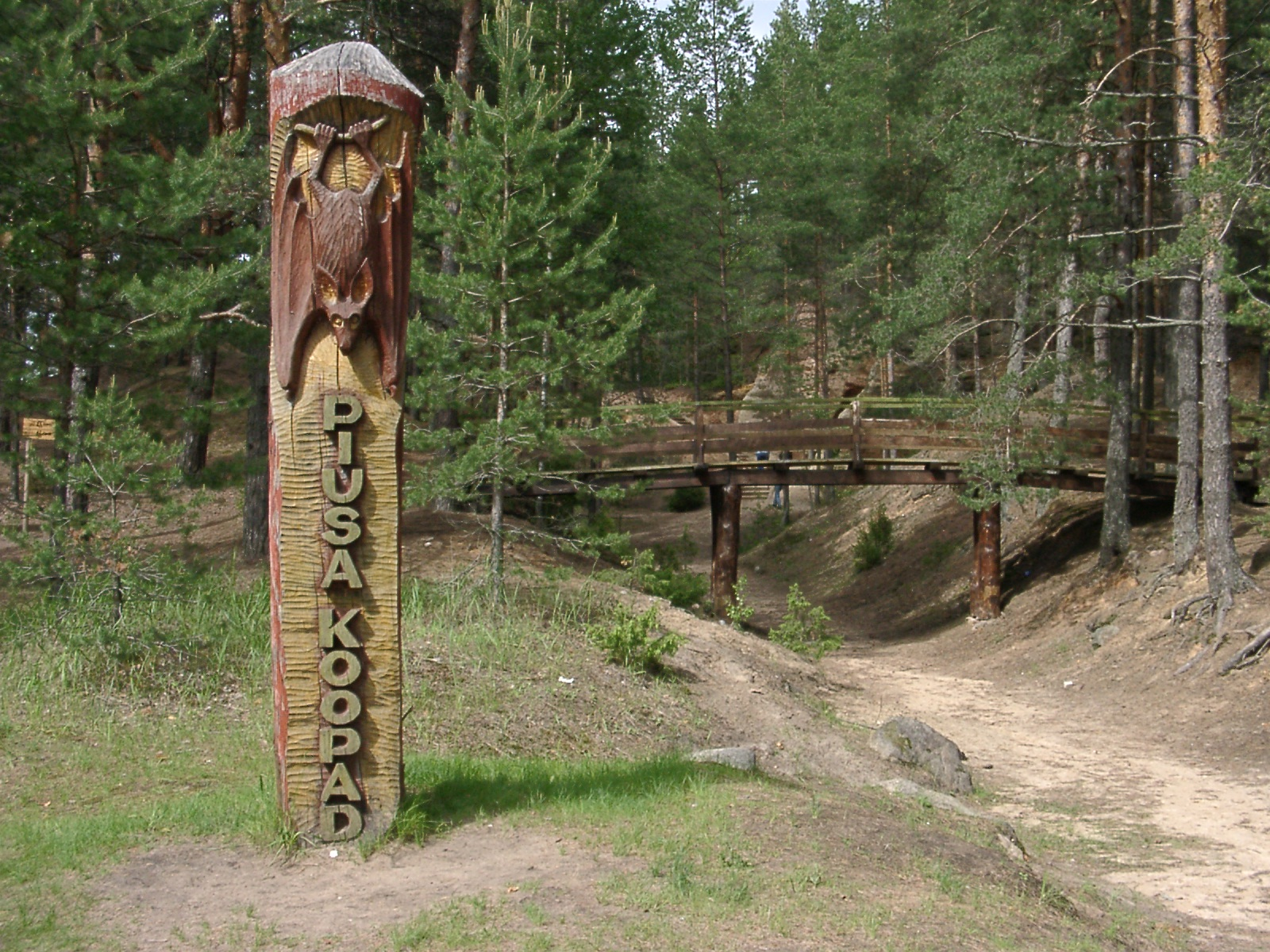
Дерев'яний знак печер Піуза